# M 20 (Ukraine)
Die M 20 ist eine Fernstraße von „internationaler Bedeutung“ in der Ukraine. Sie verläuft von Charkiw in nördliche Richtung zur russischen Grenze. Im sowjetischen Fernstraßennetz war sie Teil der M 2, die von Moskau nach Simferopol auf der Krim führte. Der russische Teil der Strecke trägt noch heute die Bezeichnung M 2.

## Verlauf
- Charkiw
- russische Grenze bei Kasatscha Lopan